# IHostage
iHostage ist ein True-Crime-Thriller-Film aus 2025, der auf der Geiselnahme im Apple Store in Amsterdam 2022 basiert. Der Film wurde von Regisseur Bobby Boermans inszeniert und das Drehbuch stammt von Simon de Waal, einem Drehbuchautor, der für die niederländische Film- und Fernsehbranche arbeitet.

## Handlung
Der Film erzählt die dramatischen Ereignisse, als ein bewaffneter Mann namens Ammar Ajar, ein niederländischer Staatsbürger, einen Apple Store betritt, Kunden und Angestellte als Geiseln nimmt und eine Lösegeldforderung von über 200 Millionen US-Dollar in Kryptowährung stellt. Während ein Großteil der Kunden fliehen kann, verstecken sich einige in einem Schrank. Die Polizei versucht durch Verhandlungen, Zeit zu gewinnen, um eine sichere Rettung zu ermöglichen.

## Produktion
Der Film wurde größtenteils in Amsterdam gedreht, insbesondere in den Stadtteilen Katwijk und am tatsächlichen Ort des Geschehens, dem Apple Store am Leidseplein. Die Dreharbeiten fanden von Mitte Februar bis Ende März 2024 statt. Die Produktion nutzte dabei virtuelle Produktionstechniken, darunter eine große LED-Kulisse sowie Echtzeit-Computergrafik, um die Stadt Amsterdam digital zu rekonstruieren und die Handlung immersiv darzustellen. Der Film wurde von Netflix produziert und ist seit dem 18. April 2025 auf der Streamingplattform verfügbar.

## Besetzung
Zu den Hauptdarstellern gehören Soufiane Moussouli als Ammar Ajar, Loes Haverkort als die Polizeiverhandlerin Lynn, Marcel Hensema als Generalkommandant der Amsterdamer Polizei Kees van Zanten sowie Admir Šehović als die Geisel Ilian Petrov.